# Список об'єктів Світової спадщини ЮНЕСКО в Індії
У списку об'єктів Світової спадщини ЮНЕСКО в Індії міститься 32 найменування (станом на 2015 рік).
Кольорами у списку позначено:

## Список
У наведеній таблиці об'єкти розташовані в порядку їх занесення до списку Світової спадщини.
| №  | Зображення | Назва | Місцеположення                                                                           | Час створення | Час внесення до списку                    | №                                                    | Критерії           |
| -- | ---------- | --- | ---------------------------------------------------------------------------------------- | ------------- | ----------------------------------------- | ---------------------------------------------------- | ------------------ |
| 1  |            | Печери Аджанта (англ. Ajanta Caves) | Індія штат Махараштра                                                                    | —             | 1983                                      | 242 [Архівовано 26 грудня 2018 у Wayback Machine.]   | i, ii, iii, vi     |
| 2  |            | Печери Еллора (англ. Ellora Caves) | Індія штат Махараштра                                                                    | —             | 1983                                      | 243 [Архівовано 5 липня 2017 у Wayback Machine.]     | i, iii, vi         |
| 3  |            | Форт Агра (англ. Agra Fort) | Індія штат Уттар-Прадеш                                                                  | XVI століття  | 1983                                      | 251 [Архівовано 16 березня 2008 у Wayback Machine.]  | iii                |
| 4  |            | Тадж Махал (англ. Taj Mahal) | Індія штат Уттар-Прадеш                                                                  | 1632–1653     | 1983                                      | 252 [Архівовано 4 січня 2018 у Wayback Machine.]     | i                  |
| 5  |            | Храм Сонця, Конарак (англ. Sun Temple, Konârak) | Індія штат Орісса                                                                        | —             | 1984                                      | 246 [Архівовано 26 грудня 2018 у Wayback Machine.]   | i, iii, vi         |
| 6  |            | Група пам'яток у Магабаліпурамі (англ. Group of Monuments at Mahabalipuram) | Індія штат Тамілнаду                                                                     | —             | 1984                                      | 249 [Архівовано 26 грудня 2018 у Wayback Machine.]   | i, ii, iii, vi     |
| 7  |            | Національний парк Казіранґа (англ. Kaziranga National Park) | Індія штат Ассам                                                                         | —             | 1985                                      | 337 [Архівовано 26 грудня 2018 у Wayback Machine.]   | ix, x              |
| 8  |            | Заповідник Манас (англ. Manas Wildlife Sanctuary) | Індія штат Ассам                                                                         | —             | 1985                                      | 338 [Архівовано 6 січня 2019 у Wayback Machine.]     | vii, ix, x         |
| 9  |            | Національний парк Кеоладео (англ. Keoladeo National Park) | Індія штат Раджастхан                                                                    | —             | 1985                                      | 340 [Архівовано 3 серпня 2017 у Wayback Machine.]    | x                  |
| 10 |            | Храми і монастирі Гоа (англ. Churches and Convents of Goa) | Індія штат Гоа                                                                           | —             | 1986                                      | 234 [Архівовано 26 грудня 2018 у Wayback Machine.]   | ii, iv, vi         |
| 11 |            | Фатегпур-Сікрі (англ. Fatehpur Sikri) | Індія штат Уттар-Прадеш                                                                  | —             | 1986                                      | 255 [Архівовано 26 грудня 2018 у Wayback Machine.]   | ii, iii, iv        |
| 12 |            | Група пам'яток Кхаджурахо (англ. Khajuraho Group of Monuments) | Індія штат Мадг'я-Прадеш                                                                 | —             | 1986                                      | 240 [Архівовано 26 грудня 2018 у Wayback Machine.]   | i, iii             |
| 13 |            | Група пам'яток у Гампі (англ. Group of Monuments at Hampi) | Індія штат Карнатака                                                                     | —             | 1986 (внесено незначні зміни в 2012 році) | 241 [Архівовано 26 грудня 2018 у Wayback Machine.]   | i, iii, iv         |
| 14 |            | Група пам'яток у Паттадакалі (англ. Group of Monuments at Pattadakal) | Індія штат Карнатака                                                                     | —             | 1987                                      | 239 [Архівовано 26 грудня 2018 у Wayback Machine.]   | iii, iv            |
| 15 |            | Печери Елефанти (англ. Elephanta Caves) | Індія штат Махараштра                                                                    | —             | 1987                                      | 244 [Архівовано 26 грудня 2018 у Wayback Machine.]   | i, iii             |
| 16 |            | Великі живі храми Чоли (англ. Great Living Chola Temples) | Індія штат Тамілнаду                                                                     | —             | 1987 (розширено в 2004 році)              | 250 [Архівовано 26 грудня 2018 у Wayback Machine.]   | ii, iii            |
| 17 |            | Національний парк Сундарбан (англ. Sundarbans National Park) | Індія штат Західний Бенгал                                                               | —             | 1987                                      | 452 [Архівовано 26 грудня 2018 у Wayback Machine.]   | ix, x              |
| 18 |            | Національні парки Нанда Деві та Долина квітів (англ. Nanda Devi and Valley of Flowers National Parks)                                                                                     | Індія штат Уттаракханд                                                                   | —             | 1988 (розширено в 2005 році)              | 335 [Архівовано 11 липня 2017 у Wayback Machine.]    | vii, x             |
| 19 |            | Буддійські пам'ятки в Санчі (англ. Buddhist Monuments at Sanchi) | Індія штат Мадг'я-Прадеш                                                                 | —             | 1989                                      | 524 [Архівовано 26 грудня 2018 у Wayback Machine.]   | i, ii, iii, iv, vi |
| 20 |            | Гробниця Гумаюна, Делі (англ. Humayun's Tomb, Delhi) | Індія місто Делі                                                                         | —             | 1993 (розширено в 2016 році)              | 232 [Архівовано 5 липня 2017 у Wayback Machine.]     | ii, iv             |
| 21 |            | Комплекс Кутб Мінар (англ. Qutb Minar and its Monuments, Delhi) | Індія місто Делі                                                                         | —             | 1993                                      | 233 [Архівовано 26 грудня 2018 у Wayback Machine.]   | iv                 |
| 22 |            | Гірські залізниці Індії (англ. Mountain Railways of India) | Індія                                                                                    | —             | 1999 (розширено в 2005 та 2008 роках)     | 944 [Архівовано 26 грудня 2018 у Wayback Machine.]   | ii, iv             |
| 23 |            | Храм Магабодгі (англ. Mahabodhi Temple Complex at Bodh Gaya) | Індія місто Бодх-Гая, штат Біхар                                                         | —             | 2002                                      | 1056 [Архівовано 26 грудня 2018 у Wayback Machine.]  | i, ii, iii, iv, vi |
| 24 |            | Скельні укриття в Бгімбетці (англ. Rock Shelters of Bhimbetka) | Індія штат Мадг'я-Прадеш                                                                 | —             | 2003                                      | 925 [Архівовано 26 грудня 2018 у Wayback Machine.]   | iii, v             |
| 25 |            | Вокзал Чгатрапаті-Шиваджі (колишній термінал Вікторія) (англ. Chhatrapati Shivaji Terminus (formerly Victoria Terminus))                                                                  | Індія місто Мумбаї                                                                       | —             | 2004                                      | 945 [Архівовано 26 грудня 2018 у Wayback Machine.]   | ii, iv             |
| 26 |            | Археологічний парк Чампанер-Паваґадг (англ. Champaner-Pavagadh Archaeological Park) | Індія штат Гуджарат                                                                      | —             | 2004                                      | 1101 [Архівовано 26 грудня 2018 у Wayback Machine.]  | iii, iv, v, vi     |
| 27 |            | Комплекс «Червоний форт» (англ. Red Fort Complex) | Індія місто Делі                                                                         | —             | 2007                                      | 231 [Архівовано 26 грудня 2018 у Wayback Machine.]   | ii, iii, vi        |
| 28 |            | Джантар-Мантар (англ. The Jantar Mantar, Jaipur) | Індія місто Джайпур                                                                      | —             | 2010                                      | 1338 [Архівовано 26 грудня 2018 у Wayback Machine.]  | iii, iv            |
| 29 |            | Західні Гати (англ. Western Ghats) | Індія штати Махараштра, Гоа, Карнатака, Тамілнад, Керала                                 | —             | 2012                                      | 1342 [Архівовано 11 липня 2017 у Wayback Machine.]   | ix, x              |
| 30 |            | Форти Раджастхану (англ. Hill Forts of Rajasthan) | Індія штат Раджастхан                                                                    | —             | 2013                                      | 247 [Архівовано 5 липня 2017 у Wayback Machine.]     | ii, iii            |
| 31 |            | Рані-кі-Вав (Колодязь королеви) (англ. Rani-ki-Vav (the Queen’s Stepwell) at Patan, Gujarat)                                                                                              | Індія штат Гуджарат                                                                      | —             | 2014                                      | 922 [Архівовано 26 грудня 2018 у Wayback Machine.]   | i, iv              |
| 32 |            | Заповідник Великого Гімалайського національного парку (англ. Great Himalayan National Park Conservation Area)                                                                             | Індія штат Хімачал-Прадеш                                                                | —             | 2014                                      | 1406 [Архівовано 12 липня 2018 у Wayback Machine.]   | x                  |
| 33 |            | Наланда Магавігара (англ. Archaeological Site of Nalanda Mahavihara at Nalanda, Bihar) | Індія штат Біхар                                                                         | —             | 2016                                      | 1502 [Архівовано 27 вересня 2018 у Wayback Machine.] | iv, vi             |
| 34 |            | Національний парк Канченджанґа (англ. Khangchendzonga National Park) | Індія штат Сіккім                                                                        | —             | 2016                                      | 1513 [Архівовано 11 липня 2018 у Wayback Machine.]   | ii, vi, vii, x     |
| 35 |            | Архітектурна творчість Ле Корбюзьє (Капітолійський комплекс) (англ. The Architectural Work of Le Corbusier, an Outstanding Contribution to the Modern Movement) * Капітолійський комплекс | Індія (спільно з Аргентиною , Бельгією , Німеччиною , Францією , Швейцарією ), Японією ) | XX століття   | 2016                                      | 1321                                                 | i, ii, vi          |
| 36 |            | Історичне місто Ахмадабад (англ. Historic City of Ahmadabad) | Індія штат Гуджарат                                                                      | —             | 2017                                      | 1551 [Архівовано 8 липня 2018 у Wayback Machine.]    | ii, v              |
| 37 |            | Ансамблі у вікторіанському стилі та ар-деко в Мумбаї (англ. Victorian Gothic and Art Deco Ensembles of Mumbai)                                                                            | Індія місто Мумбаї                                                                       | —             | 2018                                      | 1480 [Архівовано 14 квітня 2020 у Wayback Machine.]  | ii, iv             |
| 38 |            | Джайпур (англ. Jaipur City, Rajasthan) | Індія штат Раджастан                                                                     | —             | 2019                                      | 1605 [Архівовано 20 грудня 2021 у Wayback Machine.]  | ii, iv, vi         |
| 39 |            | Храм Рамаппа (англ. Kakatiya Rudreshwara (Ramappa) Temple, Telangana) | Індія штат Телангана                                                                     | —             | 2021                                      | 1570 [Архівовано 18 грудня 2021 у Wayback Machine.]  | i, iii             |
| 40 |            | Дголавіра (англ. Dholavira: a Harappan City) | Індія штат Гуджарат                                                                      | —             | 2021                                      | 1645 [Архівовано 18 грудня 2021 у Wayback Machine.]  | iii, iv            |